# Liocranum
Liocranum es un género de arañas araneomorfas de la familia Liocranidae. Se encuentra en Europa, en África oriental, Asia central, en las Antillas y en Nueva Guinea.

## Lista de especies
Según The World Spider Catalog 13.5:
- Liocranum apertum Denis, 1960
- Liocranum concolor Simon, 1878
- Liocranum erythrinum (Pavesi, 1883)
- Liocranum freibergi Charitonov, 1946
- Liocranum giersbergi Kraus, 1955
- Liocranum inornatum (L. Koch, 1882)
- Liocranum kochi Herman, 1879
- Liocranum majus Simon, 1878
- Liocranum nigritarse L. Koch, 1875
- Liocranum ochraceum L. Koch, 1867
- Liocranum perarmatum Kulczynski, 1897
- Liocranum pulchrum Thorell, 1881
- Liocranum remotum Bryant, 1940
- Liocranum rupicola (Walckenaer, 1830)
- Liocranum segmentatum Simon, 1878